# 32-я армия (СССР)
32-я армия — оперативное войсковое объединение в составе ВС СССР.

## История

### Первое формирование
32-я армия была сформирована 16 июля 1941 года в составе Московского военного округа в районе городов Наро-Фоминск, Кубинка и посёлка Дорохово. В состав армии вошли 2-я, 7-я, 8-я, 13-я и 18-я дивизии народного ополчения, а также артиллерийские и другие части.
18 июля армия была включена в состав Можайской линии обороны и в конце июля занимала оборону на линии Кушелево — Карачарово (северо-западнее Можайска). 30 июля армия вошла в состав Резервного фронта и после перегруппировки заняла рубеж Мосолово — Мишутино — Терехово — Дорогобуж.
С 3 октября, после начала немецкой наступательной операции «Тайфун», 32-я армия вела тяжёлые оборонительные бои с превосходящими силами противника, который мощными фланговыми ударами прорвал фронт и стремился замкнуть кольцо окружения советских войск у Вязьмы.
5 октября армия была переподчинена Западному фронту, а 7 октября наряду с другими соединениями Западного и Резервного фронтов была окружена противником западнее Вязьмы.
32-я армия приняла полосу обороны 49-й армии, которая была передислоцирована в район Калуги на Можайскую линию обороны.
Сохранившие боеспособность соединения армии продолжили вести тяжёлые бои, находясь в окружении. Часть личного состава армии небольшими группами, прорвавшись из окружения, соединилась с войсками Западного фронта и была передана 16-й и 19-й армиям. Полевое управление армии было упразднено 12 октября 1941 года.

### Второе формирование
32-я армия была повторно сформирована 10 марта 1942 года на основании директивы Ставки ВГК от 2 марта 1942 года на базе Медвежьегорской и Масельской оперативных групп в составе Карельского фронта. В состав армии вошли 37-я, 71-я, 186-я, 263-я, 289-я и 313-я стрелковые дивизии, 1-я лыжная, 61-я, 65-я, 66-я и 85-я морские стрелковые бригады, а также отдельные стрелковые, артиллерийские и другие части.
До конца мая 1944 года 32-я армия обороняла рубежи на медвежьегорском и массельском направлениях, а с 21 июня до 9 августа принимала участие в Свирско-Петрозаводской операции, в ходе которой некоторые части армии вышли на государственную границу СССР с Финляндией в районе Лонгонвара и южнее. С прекращением войны с Финляндией армия несла службу по охране государственной границы.
15 ноября 1944 года 32-я армия выведена в резерв Ставки ВГК с подчинением её командованию резервного фронтового управления, а 21 апреля 1945 года — в непосредственное подчинение Ставке ВГК. Её войска были переданы в другие армии, а полевое управление в августе 1945 года расформировано.
За боевые отличия в годы войны тысячи воинов армии награждены орденами и медалями.

## Командование

### Командующий
- Клыков Николай Кузьмич (16.07 — 23.08.1941),
- Федюнинский Иван Иванович (23.08 — 21.09.1941),
- Вишневский, Сергей Владимирович (21.09 — 12.10.1941),
- Трофименко Сергей Георгиевич (10.03 — 15.06.1942),
- Гореленко Филипп Данилович (15.06.1942 — 08.1945).

### Член Военного совета
- Жиленков Георгий Николаевич (13.07 — 12.10.1941),
- Писклюков Василий Тимофеевич (10.03 — 5.12.1942),
- Ушаков Алексей Михайлович (5.12.1942 — 11.02.1944),
- Лучко Филипп Павлович (11.07.1944 - 9.05.1945),
- Пантас Карп Лукич (3.03.1944 — 9.05.1945).

### Начальник штаба
- Кузовков Иван Александрович (16.07 — 27.09.1941),
- Бушманов Николай Степанович (27.09 — 12.10.1941),
- Брагин Георгий Михайлович (10.03.1942 — 27.02.1944),
- Шерстнев Степан Никитич (27.02 — 19.07.1944),
- Аргунов Николай Емельянович (19.07.1944 — 21.05.1945).

## Состав
65-я морская стрелковая бригада